# Bocșa Mică, Hunedoara
Bocșa Mică este un sat în comuna Certeju de Sus din județul Hunedoara, Transilvania, România.

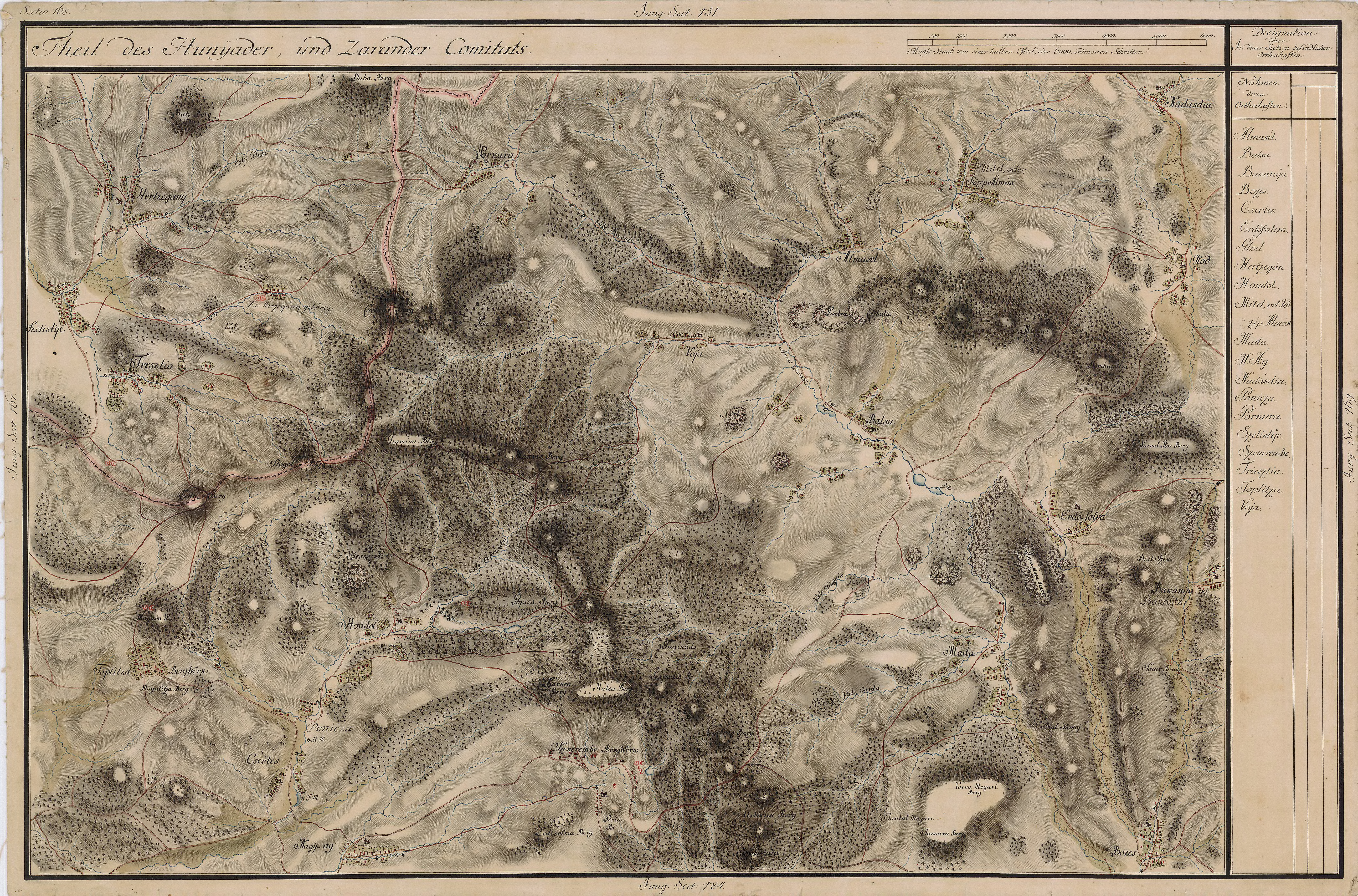
Bocșa Mică în Harta Iosefină a Transilvaniei, 1769-1773